# Maybelline Classic 1982
Il Maybelline Classic 1982 è stato un torneo di tennis giocato sul cemento.
È stata la 3ª edizione del torneo, che fa parte del WTA Tour 1982.
Si è giocato a Deerfield Beach negli USA, dal 4 al 10 ottobre 1982.

## Campionesse

### Singolare
Chris Evert ha battuto in finale  Andrea Jaeger con il punteggio di 6–1, 6–1

### Doppio
Barbara Potter /  Sharon Walsh hanno battuto in finale  Rosie Casals /  Wendy Turnbull con il punteggio di 7–6, 7–6